# Velles (Indre)
Velles és un municipi francès, situat al departament de l'Indre i a la regió de Centre – Vall del Loira. L'any 2007 tenia 852 habitants.

## Demografia

### Població
El 2007 la població de fet de Velles era de 852 persones. Hi havia 338 famílies, de les quals 72 eren unipersonals (40 homes vivint sols i 32 dones vivint soles), 125 parelles sense fills, 121 parelles amb fills i 20 famílies monoparentals amb fills.
La població ha evolucionat segons el següent gràfic:
Habitants censats

### Habitatges
El 2007 hi havia 433 habitatges, 346 eren l'habitatge principal de la família, 37 eren segones residències i 50 estaven desocupats. 410 eren cases i 21 eren apartaments. Dels 346 habitatges principals, 270 estaven ocupats pels seus propietaris, 64 estaven llogats i ocupats pels llogaters i 12 estaven cedits a títol gratuït; 3 tenien una cambra, 11 en tenien dues, 52 en tenien tres, 106 en tenien quatre i 174 en tenien cinc o més. 291 habitatges disposaven pel capbaix d'una plaça de pàrquing. A 109 habitatges hi havia un automòbil i a 213 n'hi havia dos o més.

### Piràmide de població
La piràmide de població per edats i sexe el 2009 era:
| Homes | Edats   | Dones |
| ----- | ------- | ----- |
| 0     | 95 o +  | 0     |
| 0     | 90 a 94 | 4     |
| 8     | 85 a 89 | 0     |
| 8     | 80 a 84 | 4     |
| 4     | 75 a 79 | 20    |
| 20    | 70 a 74 | 20    |
| 12    | 65 a 69 | 24    |
| 24    | 60 a 64 | 20    |
| 28    | 55 a 59 | 20    |
| 52    | 50 a 54 | 24    |
| 40    | 45 a 49 | 36    |
| 32    | 40 a 44 | 40    |
| 8     | 35 a 39 | 32    |
| 40    | 30 a 34 | 32    |
| 32    | 25 a 29 | 36    |
| 12    | 20 a 24 | 8     |
| 12    | 15 a 19 | 44    |
| 32    | 10 a 14 | 12    |
| 20    | 5 a 9   | 32    |
| 16    | 0 a 4   | 24    |

## Economia
El 2007 la població en edat de treballar era de 579 persones, 446 eren actives i 133 eren inactives. De les 446 persones actives 402 estaven ocupades (216 homes i 186 dones) i 44 estaven aturades (19 homes i 25 dones). De les 133 persones inactives 53 estaven jubilades, 36 estaven estudiant i 44 estaven classificades com a «altres inactius».

### Ingressos
El 2009 a Velles hi havia 363 unitats fiscals que integraven 926 persones, la mediana anual d'ingressos fiscals per persona era de 18.079 €.

### Activitats econòmiques
Dels 41 establiments que hi havia el 2007, 2 eren d'empreses extractives, 1 d'una empresa alimentària, 2 d'empreses de fabricació d'altres productes industrials, 3 d'empreses de construcció, 10 d'empreses de comerç i reparació d'automòbils, 3 d'empreses de transport, 9 d'empreses d'hostatgeria i restauració, 2 d'empreses financeres, 3 d'empreses immobiliàries, 1 d'una empresa de serveis, 2 d'entitats de l'administració pública i 3 d'empreses classificades com a «altres activitats de serveis».
Dels 12 establiments de servei als particulars que hi havia el 2009, 1 era una oficina de correu, 1 paleta, 2 lampisteries, 1 perruqueria, 6 restaurants i 1 agència immobiliària.
Dels 2 establiments comercials que hi havia el 2009, 1 era una botiga de menys de 120 m² i 1 una fleca.
L'any 2000 a Velles hi havia 27 explotacions agrícoles que ocupaven un total de 2.628 hectàrees.

## Equipaments sanitaris i escolars
L'únic equipament sanitari que hi havia el 2009 era una farmàcia.
El 2009 hi havia una escola elemental.

## Poblacions més properes
El següent diagrama mostra les poblacions més properes.